# Pituicito
Pituicitos são células da glia da hipófise posterior. Seu papel principal é auxiliar o armazenamento e libertação das hormonas neuroipofisárias como ADH e oxitocina.

## Estrutura
Os pituicitos localizam-se na pars nervosa da hipófise posterior intercalados com axônios desmielinizados e corpúsculos de Herring. Eles normalmente se colorem em roxo profundo na  coloração H&E stain, e estão entre as estruturas mais facilmente identificáveis na região. Os pituicitos possuem um formato irregular e ramificado que lembra outro tipo de célula da glia: o astrócito. Assim como astrócitos, seu citoplasman apresenta filamentos intermediários característicos feitos de proteína acídica fibrilar glial (GFAP).

## Função
Pituicitos assemelham-se a astrócitos, outro tipo de célula glial. Seu papel principal é auxiliar na estocagem e liberação dos hormônios da hipófise posterioi. Os pituicitos cercam terminações axonais, regulando a liberação hormonal

## Importância clínica
Pituicitomas são tumores raros que surgem de pituicitos. Eles podem ser confundidos com os bem mais comuns adenoma hipofisário, craniofaringioma e meningioma. Sintomas do efeito de massa do tomor incluem distúrbios visuais e, em menos caos, cefaleia, hipopituitarismo (função reduzida da hipófise), fadiga e libido diminuída.